# 一ノ瀬陽鞠
一ノ瀬 陽鞠（いちのせ ひまり、2004年〈平成16年〉12月15日 - ）は、日本のモデル。神奈川県出身。レプロエンタテインメント所属。愛称は「ひまりん」、ファンネームは「ひまわりぐみ」。ファンマークは「🌻💕」。

## 略歴
2018年8月9日、Zepp 大阪ベイサイドで開催された「Popteen熱盛祭」で、専属モデルオーディションの結果が発表され、一ノ瀬陽鞠は「なちょす賞」を受賞。Popteenレギュラーモデルとなり、レプロエンタテインメントへの所属が決まる。
Popteenレギュラーモデルが専属モデル昇格を争うリアリティーショー「Popteenカバーガール戦争」が、2018年11月よりAbemaTVで配信開始。一ノ瀬陽鞠は、昇格を争う11人の一人として参加する。2019年2月の同番組最終回で専属モデル昇格者が発表され、一ノ瀬陽鞠の昇格は叶わなかったが、ポプ戦参加者モデル全員が、Popteen2019年4月号付録なし版の表紙となることが発表された。
2019年4月よりAbemaTVで配信開始された「第2次Popteenカバーガール戦争」では、参加表明したレギュラーモデル9名で選抜総選挙を行い、この選抜総選挙上位6名と全国から一般公募した新メンバーが専属モデル昇格を競うこととなった。一ノ瀬陽鞠は、選抜総選挙を1位で通過し、第2次ポプ戦への参加が決まった。
2020年3月、Eテレのバラエティ番組「すイエんサー」に出演する「すイエんサーガールズ」に選ばれる。
2022年1月より冠ラジオ番組となる北陸放送『一ノ瀬陽鞠のパカッとひまりん』が開始となり、自身のYouTubeチャンネルでも、BGMや曲をカットした上で映像付きで毎週、同時配信していた。

## 人物
- 小学生の頃、ニコ☆プチ編集部より「読者ブログ☆サポーター」に認定され、編集部から出されるお題への回答がニコ☆プチ公式サイトで紹介されていた[13]。
- アコースティックギターの弾き語りが得意[1]。
- 第1次ポプ戦開始当初の認知度街頭調査で、女性200人中、一ノ瀬陽鞠を知っている人が0人と知らされ、涙してしまうが[14]、第1次ポプ戦終盤の街頭ロケでは認知度も上がり、原宿の竹下通りでは、多くのファンに取り囲まれる[15]。
- レプロエンタテインメント所属のニコモ加藤咲希と一緒に東京ガールズコレクションを見に行くが、「第2次ポプ戦選抜総選挙」最中だったので、会場へ向かう人へ選抜総選挙の拡散活動をする。加藤咲希も一ノ瀬陽鞠への投票を呼びかける[16]。
- シンデレラフェス vol.6のゲストに呼ばれたが[17][18]、イベントの進行が遅れ、出番が午後8時を過ぎてしまい、中学生の一ノ瀬陽鞠はランウェイを歩けなかった[19]。イベントでプレス取材を受け、新元号「令和」へのコメントがネットニュースになったため[20]、Ank Rougeの衣装は披露できた[21]。
- アナベル 死霊博物館のヒット祈願が神楽坂の赤城神社で行われ、石川紗由と一ノ瀬は、ホラーガールとして参加した。モダンなガラス張りの拝殿前で写真撮影が行われ、石川と一ノ瀬はアナベル人形と同じ衣装で巨大な告知うちわを持ち、アナベル人形の脇立となった[22][23][24]。

## 出演

### バラエティ
- すイエんサー（2020年3月31日 - 2023年3月27日、NHK Eテレ） - すイエんサーガールズ[11]

### インターネットテレビ
- Popteenカバーガール戦争（2018年11月2日 - 2019年2月22日、AbemaTV）[6][8]
- 第2次Popteenカバーガール戦争（2019年4月5日 - 、AbemaTV）[9]

### 映画
- アナベル PRガール(ホラーガール)

### ラジオ
- 一ノ瀬陽鞠のパカッとひまりん（2022年1月2日 - 2023年12月31日、北陸放送・YouTube） - MC[12]

### CM
- オリジナルTシャツのUp-T
- 元気寿司
- 丸井織物

### 広告
- 振袖いちばん館（2020年）振袖カタログ[25][26]

## 書籍

### 雑誌
- Popteen（2018年11月号 - 、角川春樹事務所） - レギュラーモデル[6]